# Non aprite prima di Natale!
Non aprite prima di Natale! (Don't Open Till Christmas) è un film del 1984 diretto da Edmund Purdom.
Il film si può considerare (anche se la trama è differente) una sorta di “gemello” di un altro classico dell'Horror natalizio uscito nello stesso anno negli USA, vale a dire Natale di sangue (Silent Night, Deadly Night). Come quest'ultimo, si contraddistingue per la notevole violenza delle scene.

## Trama
Londra, periodo dell'Avvento: Un giovane, al quale la figura di Babbo Natale riporta a ricordi drammatici del suo passato (antefatto che ha delle similitudini con il sopraccitato Natale di sangue), inizia a seminare il terrore lungo le strade della città, uccidendo ogni persona vestita da Santa Claus che gli capiti a tiro.
I delitti avvengono in vari modi, uno più raccapricciante dell'altro: il primo Babbo Natale viene colpito alla nuca da una lancia che lo trapassa da parte a parte durante una festa e sotto gli occhi atterriti della figlia; ad un altro viene abbrustolita la faccia nel suo scaldino; un altro ancora viene evirato in un bagno pubblico; e così via... fino a che gli investigatori di Scotland Yard non riescono a porre fine al terrore.